# Diecezja Soissons
Diecezja Soissons (pełna nazwa: Diecezja Soissons, Laon i Saint-Quentin, łac. Dioecesis Suessionensis, Laudunensis et Sanquintinensis) – diecezja Kościoła rzymskokatolickiego w północnej Francji, z siedzibą w metropolii Reims. Powstała w III wieku. W 1801 została połączona z diecezją Laon, co w 1828 spowodowało dopisanie Laon do jej oficjalnej nazwy. W 1901 diecezja uzyskała swoją dzisiejszą pełną nazwę, uwzględniającą też Saint-Quentin. Głównym kościołem diecezjalnym jest katedra św. Gerwazego i św. Protazego w Soissons.